# Stofufjall
Stofufjall är en kulle i republiken Island. Den ligger i regionen Norðurland eystra, 300 km nordost om huvudstaden Reykjavík. Toppen på Stofufjall är 382 meter över havet.
Trakten runt Stofufjall är nära nog obefolkad, med mindre än två invånare per kvadratkilometer. Närmaste större samhälle är Húsavík, omkring 17 kilometer väster om Stofufjall. Trakten runt Stofufjall består i huvudsak av gräsmarker.